# ジェイソン・クリスティ
ジェイソン・クリスティ（Jason Christie、1990年12月22日 - ）は、ニュージーランド・アシュバートン出身の自転車競技選手。2020年現在は愛三工業レーシングチームに所属。妻のジョージア・カテリックも自転車競技選手。

## 主な成績（トラックレース）

### 世界ジュニア選手権
- 2007年 アグアスカリエンテス大会
  - ポイントレース 3位
  - 団体追い抜き 6位（シェーン・アーチボルド、アレックス・カル、トーマス・スカリーとともに）
- 2008年 ケープタウン大会
  - 個人追い抜き 3位
  - 団体追い抜き 3位（ルアライド・マクロード、アーロン・ゲート、マイケル・ヴィンクとともに）
  - ポイントレース 5位
  - マディソン 7位（トーマス・スカリーとともに）

### オセアニア選手権
- 2007年
  - 団体追い抜き ジュニア部門 優勝（トーマス・スカリー、チャド・エイダー、サイモン・オナーとともに）
  - スクラッチ ジュニア部門 2位
- 2008年
  - スクラッチ 優勝

## 主な成績（ロードレース）
2007年
- オセアニア選手権 ロードレース ジュニア部門 4位

2011年
- ニュージーランド選手権
  - 個人タイムトライアル U23部門 優勝
  - ロードレース U23部門 5位
- オセアニア選手権 個人タイムトライアル U23部門 4位
- 世界選手権 個人タイムトライアル U23部門 6位
- クロノ・シャンプノア 8位
- ツアー・オブ・ウェリントン 総合10位

2012年
- ニュージーランド選手権 個人タイムトライアル 2位
- オセアニア選手権
  - 個人タイムトライアル 4位
  - ロードレース 7位

2013年
- ニュージーランド・サイクルクラシック 第3ステージ 区間優勝
- ツール・ド・イジェン 第1ステージ 区間優勝
- オセアニア選手権 個人タイムトライアル 4位
- ニュージーランド選手権 個人タイムトライアル 4位

2014年
- ニュージーランド選手権
  - 個人タイムトライアル 3位
  - ロードレース 4位

2015年
- ツール・ド・おきなわ 優勝
- ニュージーランド・サイクルクラシック 総合2位
  - 第1ステージ 区間優勝
- ニュージーランド選手権
  - ロードレース 3位
  - 個人タイムトライアル 4位
- オセアニア選手権
  - 個人タイムトライアル 6位
  - ロードレース 10位
- クロノ・シャンプノア 7位

2016年
- ニュージーランド選手権
  - ロードレース 優勝
  - 個人タイムトライアル 7位
- ツール・ド・イジェン 第3ステージ 区間優勝
- ツール・ド・フローレス 第1ステージ 区間優勝
- レイクタウポ・サイクルチャレンジ 5位
- ツアー・オブ・ザ・キングバレー 総合10位

2017年
- ニュージーランド選手権
  - ロードレース 2位
  - 個人タイムトライアル 2位
- オセアニア選手権 個人タイムトライアル 4位
- グレープライド～レンウィック 2位
- ツアー・オブ・ポーヤンレイク 総合6位
  - 第3ステージ 区間優勝
- ベロラマ・プロアマ・クリテリウム 7位

2018年
- ニュージーランド選手権
  - ロードレース 優勝
  - 個人タイムトライアル 3位
- レイクタウポ・サイクルチャレンジ 4位

2019年
- オセアニア選手権
  - ロードレース 2位
  - 個人タイムトライアル 2位
- ツール・ド・おきなわ 5位